# ヴェリキィ・ルー国立自然公園
ヴェリキィ・ルー国立自然公園（ウクライナ語: Великий Луг、Velykyi Luh、英語：Great Meadow National Nature Park）は、ウクライナ南東部、ザポリージャ州ワスィリフカ・ラヨンに位置する草原地帯を中心とした国立公園である。ドニエプル水力発電所がもたらしたドニエプル川の流域にあるカホフカ貯水池の南岸に位置し、岸辺の草原や葦原は東欧最大級の鳥類の渡り場となっている。

## 地形
公園の大部分は、ドニエプル川南岸の段丘状の氾濫原に位置している。歴史的に「大草原」と呼ばれていた段丘のほとんど全域は貯水池の建設に伴って水没したため、公園内は大部分が尾根や海岸に沿った帯状の形をしている。一帯にあるシム・マイアキウ氾濫原（Sim Maiakiv Floodplain）はラムサール条約の登録湿地帯で、貯水池の支流の河口にある大草原と葦原は、高い生物多様性を有している。また、この公園の位置は黒海低地地域より北西に当たる。

## 気候・環境

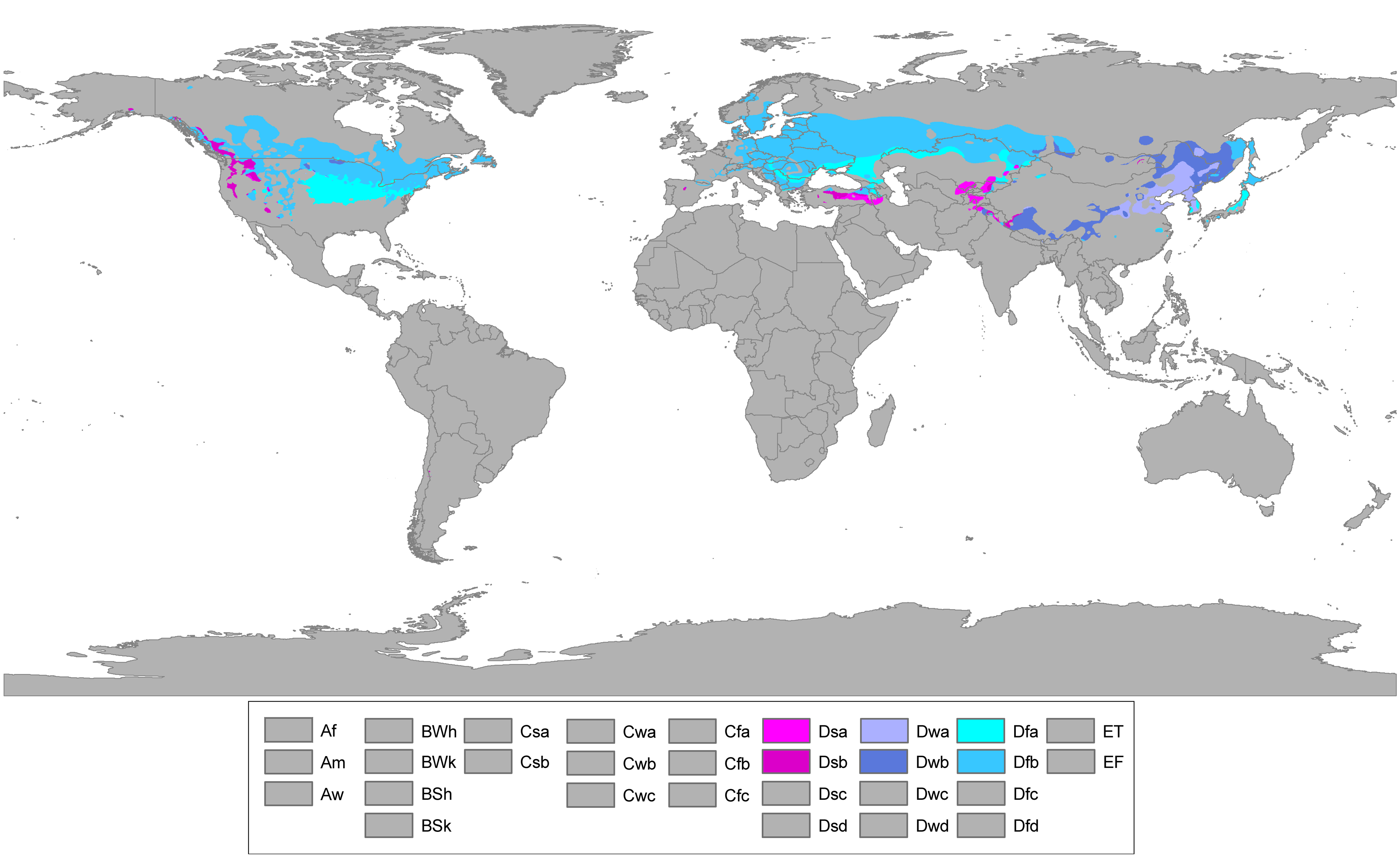
湿潤大陸性気候の分布図。Dfbはの色の部分。

公園の地域気候区分は、湿潤大陸性気候（ケッペンの気候区分Dfb）である。この気候区分に該当する地域では、季節ごとの気温差が大きいために夏は暖かく平均気温10℃以上の月が4つ以上あるものの、平均気温22℃以上の月は存在しない。また公園はポントス・カスピ海草原のエコリージョンに含まれている。

## 生物

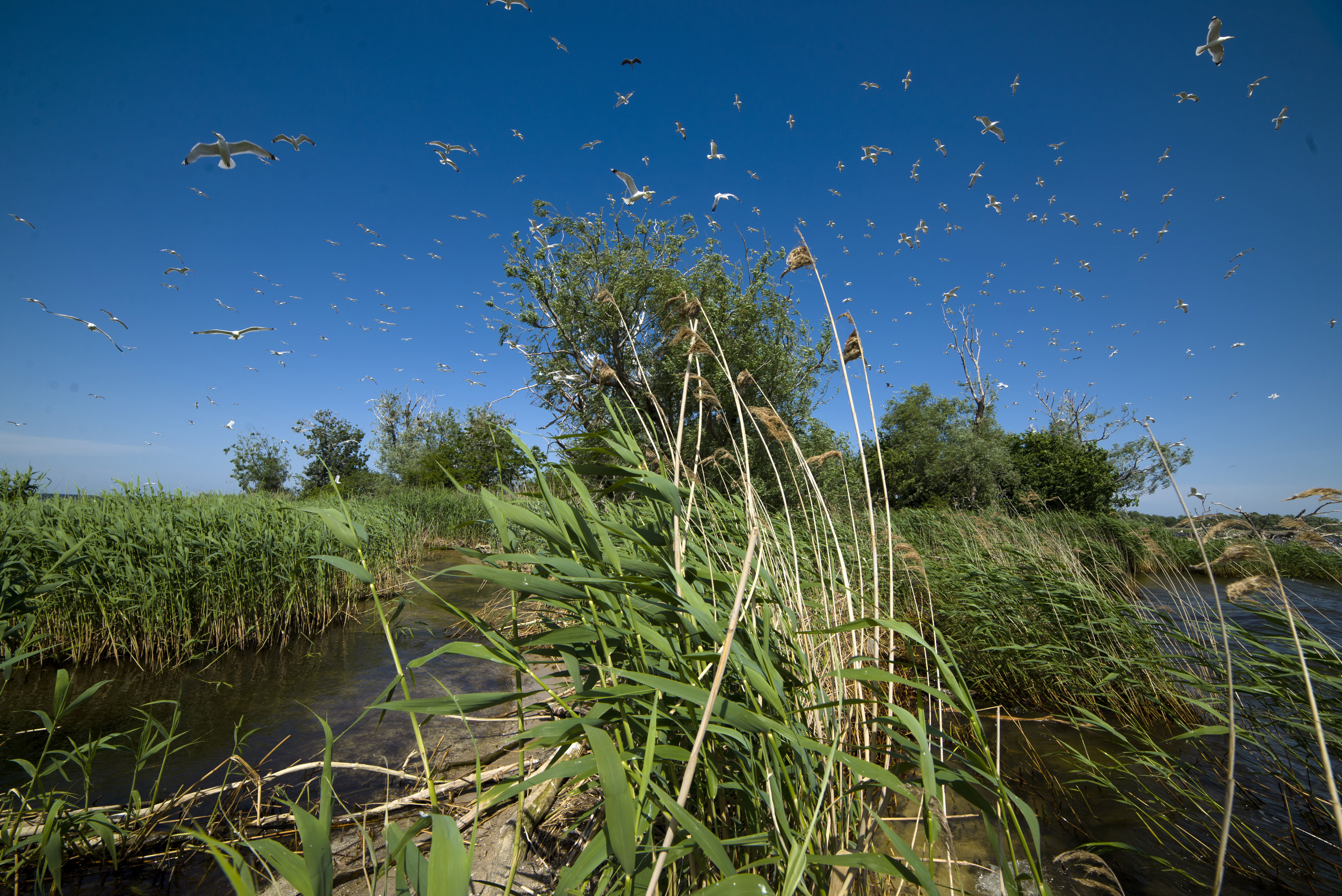
ヴェリカー・ルーガ（Velyka Luga）のヨシ原の上を飛ぶ鳥

公園は、水鳥の移動・営巣・採餌などの活動を行うにあたって重要な役割を果たす。一帯には水を濾過するカルスト地形があり、氾濫原の水域の変動がエサ取り場となる。また、鳥たちは石灰岩による河岸の岸壁に巣作りをすることができる。
貯水池の建設により水没した段丘部分は温暖かつ平らで浅く、餌となる魚の生息地になっている。この一帯特有のカルスト地形の陥没穴には、コウモリが大規模な群れ（コロニー）をなし、また他にも多くの種類の生物が棲息している。

## 観光資源としての利用
2006年に公園として設計された一帯には、自然保護、レジャー、文化・歴史的観光、研究、緩衝地帯化などの目的で設けられた部分があり、公園のスタッフは、地元の人々を対象に、教育や生態系の認識を高めるための活動を主催・後援している。現在、公園内にはハイキングコース、サイクリングコース、健康活動コースと生態学習コースが4つある。